# Lija Chytrina
Lija Chytrina (ukrainisch Лія Хитріна, engl. Transkription Liya Khytrina; * 21. August 1941 in Odessa, USSR, Sowjetunion) ist eine ehemalige ukrainische Leichtathletin, die sich auf den Hürdenlauf spezialisiert hat und die für die Sowjetunion an den Start ging. Ihren größten Erfolg feierte sie mit dem Vizehalleneuropameistertitel über 60 m Hürden 1970 in Wien.

## Sportliche Laufbahn
Erste internationale Erfahrungen sammelte Lija Chytryna vermutlich im Jahr 1969, als sie bei den Europameisterschaften in Athen in 13,8 s den vierten Platz über 100 m Hürden belegte. Im Jahr darauf gewann sie bei den erstmals ausgetragenen Halleneuropameisterschaften in Wien in 8,2 s die Silbermedaille im 60-Meter-Hürdenlauf hinter der Ostdeutschen Karin Balzer. Sie blieb mindestens noch bis 1972 aktiv.
In den Jahren 1969 und 1972 wurde Chytrina sowjetische Meisterin im 100-Meter-Hürdenlauf.

## Persönliche Bestleistungen
- 100 m Hürden: 13,4 s (0,0 m/s), 19. August 1969 in Kiew
  - 60 m Hürden (Halle): 8,2 s, 14. März 1970 in Wien